# Cacau
Cacau (* 27. März 1981 in Santo André, Brasilien; bürgerlich Claudemir Jerônimo Barreto) ist ein ehemaliger deutsch-brasilianischer Fußballspieler und heutiger Fußballfunktionär. Nach Stationen in und um São Paulo, beim Landesligisten SV Türk Gücü München und beim 1. FC Nürnberg spielte er zwischen 2003 und 2014 als Stürmer für den VfB Stuttgart, mit dem er 2007 Deutscher Meister wurde. Nach kurzen Engagements bei Cerezo Osaka in Japan und der zweiten Mannschaft des VfB beendete er im Sommer 2016 seine Karriere.
Von 2009 bis 2012 spielte Cacau für die deutsche Nationalmannschaft, mit der er bei der Fußball-Weltmeisterschaft 2010 Dritter wurde. Von November 2016 bis Januar 2021 war er als Integrationsbeauftragter des DFB tätig.

## Karriere

### Beginn
Cacau begann mit sieben Jahren bei einem Vorstadtklub von Mogi das Cruzes, dem União Mogi Futebol Clube, mit dem Fußballspielen. Er wurde 1994 nach einem Probetraining bei Palmeiras São Paulo in dessen Jugendabteilung aufgenommen. Er kehrte 1997 wieder nach Mogi das Cruzes zurück, nachdem er von Palmeiras weggeschickt wurde. Seine erste Station als Profifußballer war der Nacional AC São Paulo, dort wurde er jedoch ausgemustert. Durch Osmar de Oliveira, seinen späteren Manager und Leiter einer Samba-Gruppe, kam Cacau 1999 nach Deutschland und tourte, ohne Absicht, Fußballprofi zu werden, mit der Tanzgruppe durch Deutschland. Er erhielt dann einen Vertrag bei SV Türk Gücü München, für den er zuletzt in der fünftklassigen Landesliga spielte. 2001 wechselte der damals 20-Jährige zum 1. FC Nürnberg, bei dem er zunächst in der Amateurmannschaft spielte.

### 1. FC Nürnberg
Nach sehr guten Leistungen in Nürnbergs zweiter Mannschaft kam Cacau im November 2001 erstmals in der Profimannschaft des „Clubs“ zum Einsatz. In seinem zweiten Einsatz, einer 2:4-Niederlage bei Bayer 04 Leverkusen am 9. Dezember 2001, erzielte er zwei Tore und wurde im kicker „Spieler des Spiels“ und „Spieler des Tages“. In der Folge spielte er sich schnell in die erste Elf des FCN und ließ dabei unter anderem Paulo Rink und Kai Michalke hinter sich. Cacau bestritt in der Saison 2001/02 insgesamt 17 Bundesligaspiele und erzielte sechs Tore.
In der darauffolgenden Saison 2002/03 galt er zusammen mit dem Neuzugang Saša Ćirić als Hoffnungsträger des Clubs, der zuvor als Tabellenfünfzehnter nur knapp den Klassenerhalt geschafft hatte. Im Gegensatz zu dem zu Saisonbeginn bereits 34-jährigen Ćirić, dem zwölf Tore gelangen, verlief die Saison für Cacau mit zwei Toren wenig erfolgreich, und sein Verein stieg ab. Bereits im Januar 2003 hatte Cacau einen Vertrag beim VfB Stuttgart unterschrieben, zu dem er zu Beginn der Saison 2003/04 ablösefrei wechselte. 2003/04 spielte auch sein Bruder Vlademir beim Club, kam aber nur zu einem Zweitligaeinsatz.

### VfB Stuttgart
In seiner ersten Saison beim VfB 2003/04 spielte der Verein in der Champions League. Cacau bestritt bis zum Ausscheiden im Achtelfinale gegen den FC Chelsea vier Spiele. In der Bundesliga kam er in 16 Spielen zum Einsatz und erzielte vier Tore.
Er war in der Saison 2004/05 unter Trainer Matthias Sammer über alle Pflichtspiele gerechnet der beste Torschütze des VfB. In dieser Saison kam der VfB auf Rang fünf und somit in den UEFA-Cup.
In der Saison 2005/06 erzielte Cacau unter Trainer Giovanni Trapattoni nur vier Tore in der Bundesliga. Vor der Saison 2006/07 wollte sich der Verein von ihm trennen. Doch der Spieler bestand auf der Erfüllung seines Vertrages, setzte sich in der Folge endgültig beim VfB durch und erhielt einen neuen Vertrag bis 2010. Er erzielte in dieser Saison 13 Tore in der Bundesliga und weitere vier im DFB-Pokal. Damit war er neben Mario Gómez der erfolgreichste Stürmer des VfB. Mit dem VfB gewann Cacau die deutsche Meisterschaft, was den ersten Titelgewinn in seiner Profikarriere bedeutete. Außerdem stand er mit dem VfB im Finale des DFB-Pokals, das der VfB mit 2:3 n. V. gegen Cacaus früheren Verein 1. FC Nürnberg verlor. Dort schoss er zwar das 1:0 für Stuttgart, wurde aber nach einer halben Stunde Spielzeit wegen einer Tätlichkeit vom Feld gestellt.

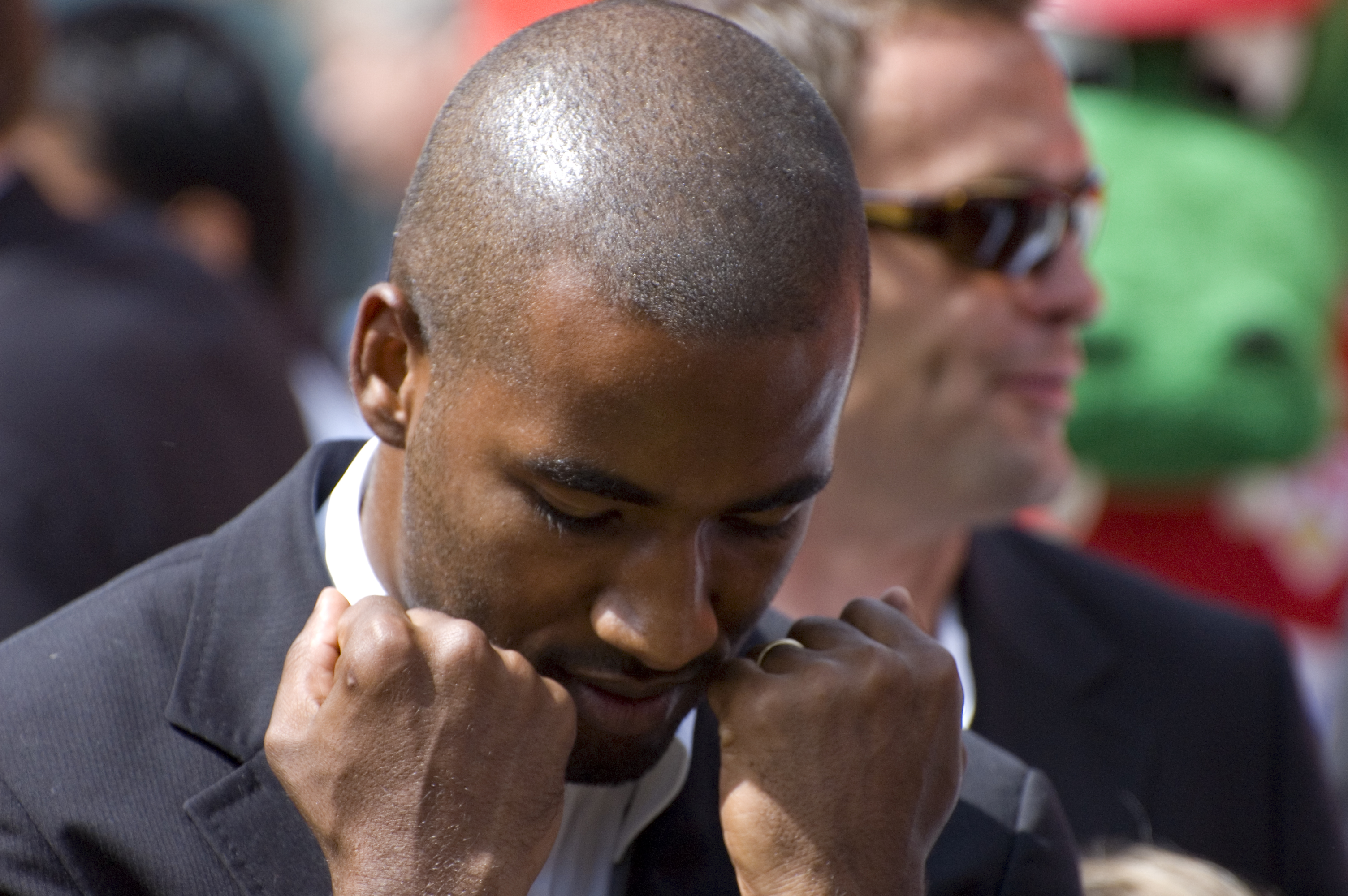
Cacau während der Stuttgarter Meisterfeier (2007)

In der Saison 2007/08 erzielte Cacau neun Tore in 27 Spielen, in der Folgesaison sieben Tore in 25 Spielen. In der Saison 2009/10 war er mit 13 Toren in 25 Spielen wieder sehr erfolgreich. Dabei erzielte er am 20. Februar 2010 zum ersten Mal in seiner Karriere vier Tore in einem Bundesligaspiel. Er traf gegen den 1. FC Köln in der 13., 31., 39. und 74. Minute. Mit seinen ersten drei Toren zum 3:0 erzielte er einen lupenreinen Hattrick.
Am 1. Mai 2010 verlängerte Cacau seinen Vertrag beim VfB Stuttgart bis Ende Juni 2013, nachdem er ursprünglich seinen Abschied angekündigt hatte. Am 22. März 2013 nutzte er eine Vertragsoption, durch die sich sein Vertrag bis 2014 verlängerte. Im Februar 2014 wurde bekannt, dass sein Vertrag in Stuttgart über das Saisonende hinaus nicht verlängert würde.
Cacau plante, in einigen Jahren eine Funktionärstätigkeit beim VfB Stuttgart zu übernehmen.

### Cerezo Osaka
Am 11. August 2014 unterzeichnete Cacau beim japanischen Erstligisten Cerezo Osaka einen bis zum 30. Juni 2015 datierten Vertrag. Sein Debüt gab er am 23. August 2014 (21. Spieltag) beim torlosen Remis im Auswärtsspiel gegen Sanfrecce Hiroshima. Mit dem Anschlusstreffer in der 67. Minute erzielte er am 23. September 2014 (25. Spieltag) bei der 1:2-Niederlage im Heimspiel gegen Nagoya Grampus sein erstes Ligator. Am Saisonende stieg er mit dem Verein als Tabellenvorletzter in die 2. Liga ab. Am 9. Juni 2015 löste Cacau während der laufenden Spielzeit seinen Vertrag mit Cerezo Osaka auf.

### VfB Stuttgart II
Nachdem er bereits zuvor bei der zweiten Mannschaft des VfB Stuttgart trainiert hatte, kehrte Cacau am 1. Februar 2016 endgültig zurück und unterzeichnete beim VfB II einen Vertrag bis zum Saisonende. Danach beendete er im Oktober 2016 seine Karriere.

### Nationalmannschaft
Am 19. Mai 2009 wurde Cacau, der seit Februar 2009 die deutsche Staatsbürgerschaft besitzt, von Bundestrainer Joachim Löw für die anstehende Asien-Reise des DFB nominiert. Am 29. Mai 2009 gab er in Shanghai gegen China sein Länderspieldebüt für die deutsche Nationalmannschaft, als er in der zweiten Halbzeit eingewechselt wurde. Fünf Monate später, am 14. Oktober, stand Cacau im Qualifikationsspiel für die WM 2010 gegen Finnland erstmals in der Startformation des DFB. Beim 1:1 spielte er die vollen 90 Minuten durch. Am 6. Mai 2010 wurde er von Bundestrainer Joachim Löw in den erweiterten Kader für die Weltmeisterschaft 2010 berufen. Am 13. Mai 2010 erzielte er im Spiel gegen Malta seine ersten beiden Treffer im DFB-Trikot. Im darauf folgenden Testspiel schoss er nach seiner Einwechslung ein Tor gegen Ungarn. Am 13. Juni 2010 wurde er im WM-Auftaktspiel gegen Australien in der 68. Minute eingewechselt und erzielte 110 Sekunden später sein erstes Tor bei einer Weltmeisterschaft. Das Tor ist das bisher zweitschnellste Tor bei einer Fußball-Weltmeisterschaft (nach Ebbe Sand 1998), das ein Spieler nach seiner Einwechslung erzielt hat. Am 6. September 2011 schoss er unmittelbar vor dem Schlusspfiff das Ausgleichstor zum 2:2 in einem Freundschaftsspiel gegen die polnische Nationalmannschaft. Cacau wurde am 29. Februar 2012 in einem Länderspiel gegen Frankreich in der 70. Spielminute eingewechselt und erzielte in der 91. Minute den Anschlusstreffer zum 1:2-Endstand.

## Nach der Profilaufbahn
Ab Oktober 2010 war Cacau einer der Integrationsbotschafter des Deutschen Fußball-Bunds (DFB). Im November 2016 wurde er als Nachfolger von Gül Keskinler zum Integrationsbeauftragten des DFB ernannt. Die Zusammenarbeit endete im Januar 2021.
Seit Sommer 2022 ist Cacau Markenbotschafter seines Ex-Vereins VfB Stuttgart.

## Erfolge
- Deutscher Meister: 2007
- DFB-Pokal-Finalist: 2007, 2013
- DFB-Pokal-Torschützenkönig: 2007
- DFL-Ligapokal-Finalist: 2005
- Dritter der Weltmeisterschaft 2010

## Auszeichnungen
- Fußballer des Monats im Februar 2010
- Torschütze des Monats im August 2006[25]
- Goldener Kompass 2007
- Silbernes Lorbeerblatt 2010
- Verdienstorden des Landes Baden-Württemberg 2017

## Privates

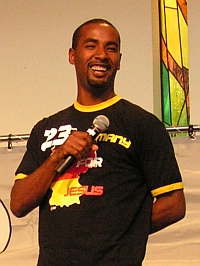
Cacau bei einem WM-Gottesdienst in der FeG Heidelberg

Cacau wuchs als einer von drei Söhnen einer alleinerziehenden Mutter, die als Reinigungskraft für eine deutsche Familie arbeitete, in Mogi das Cruzes auf. Um die Familie zu unterstützen, arbeiteten Cacau und seine Brüder regelmäßig neben der Schule. Nach seinem Durchbruch als Fußball-Profi erwarb Cacau für seine Familie ein Haus in ihrem Heimatort. Cacau ist seit 2001 verheiratet, das Paar hat drei Kinder. Das Wichtigste in seinem Leben sind nach eigenen Aussagen der Glaube an Jesus und die persönliche Beziehung zu ihm.
Aufgrund der Bedeutung des christlichen Glaubens im Leben Cacaus wurde er in mehreren Büchern und Filmen porträtiert. So wird er im Buch „Fußball-Gott – Erlebnisberichte vom heiligen Rasen“ (2002 und 2006) biographiert, ebenso in der „Fußball Bibel“ (2004). Außerdem spielt der Stürmer im Film „Fußball-Gott – Das Tor zum Himmel“ (2005) mit. Für Kinder und Jugendliche erzählt er seine Lebensgeschichte in dem Hörspiel „Andy Latte – Cacau kommt gerade recht“. Cacau ist außerdem Kuratoriumsmitglied des evangelikalen Vereins ProChrist, der Massenevangelisationen veranstaltet.
Am 2. Februar 2009 wurde Cacau deutscher Staatsbürger. Die Einbürgerung ging auf seine private Initiative zurück und hatte nichts mit seinem späteren Aufrücken in die deutsche Nationalmannschaft zu tun. Sie entsprang einem persönlichen Bedürfnis Cacaus, der sich als Deutscher versteht.
Da eine Abgabe bzw. ein Verlust der brasilianischen Staatsbürgerschaft nicht möglich ist, besitzt Cacau auch weiterhin die brasilianische Staatsangehörigkeit.

## Soziales Engagement
Cacau ist Botschafter für die Hilfsorganisation World Vision, einem Kinderhilfswerk. Er ist ebenfalls als Pate tätig und hat zwei Patenkinder. Während der Fußball-WM der Frauen im Jahre 2011 ließ er zusammen mit der Organisation ein Tagebuch zur WM schreiben. Er unterstützt die Stiftung SportMeetsCharity und die Stiftung Deutsche KinderSuchthilfe (DKSH). Für das Kuratorium der DKSH hat Cacau im August 2012 den Vorsitz übernommen.

## Bemerkenswertes
Cacau macht nach jedem von ihm geschossenen Tor den gleichen Torjubel. In Heimspielen läuft er mit zwei winkenden Zeigefingern in der Luft zur Fankurve, kniet sich an die Eckfahne, wartet auf die Mitspieler und macht einen Luftkuss. In Auswärtsspielen läuft er entsprechend zum Gästeblock.
Sein Kurzname Cacau kommt nach eigenen Angaben von einem Versprecher: An seinem 1. Geburtstag sagte er statt Claudemir Cacaudemir zu sich selbst. Fortan nannte ihn seine Mutter nur noch Cacau. Cacau war der erste Fußballspieler, der seinen Spitznamen anstatt seines bürgerlichen Nachnamens auf dem Trikot der deutschen Nationalmannschaft trug.
Seit seiner Einbürgerung und der darauf folgenden Nominierung für die deutsche Nationalmannschaft nannten ihn einige seiner Kollegen, initiiert durch Ludovic Magnin, Helmut.
Cacau wohnt mit seiner Familie in Korb (bei Waiblingen). Hier bekam er auch bei der Bürgermeisterwahl im Jahr 2009 sechs Stimmen, obwohl er gar nicht angetreten war.
Cacau agierte während der Fußball-Weltmeisterschaft 2014 in seinem Geburtsland Brasilien als Experte für das ZDF.
Im Jahr 2021 war er Teil der Dokumentation Schwarze Adler des Streaminganbieters Prime Video.